# 熊崎正夫
熊崎 正夫（くまさき まさお、1916年（大正5年）11月4日 - 2008年（平成20年）10月18日）は、日本の厚生官僚。厚生事務次官、公害防止事業団理事長などを歴任した。

## 経歴・人物
- 1941年（昭和16年）3月：内務省に入省。広島県属[2]。
- 1954年（昭和29年）7月17日：厚生省医務局医務課長。
- 1956年（昭和31年）4月1日：厚生省医務局総務課長。
- 1958年（昭和33年）7月16日：厚生省大臣官房人事課長。
- 1959年（昭和34年）7月13日：厚生省大臣官房会計課長。
- 1961年（昭和36年）4月8日：厚生省大臣官房総務課長兼大臣官房会計課長。
- 1961年（昭和36年）7月5日：厚生省大臣官房総務課長。
- 1961年（昭和36年）11月17日：厚生省保険局次長。
- 1962年（昭和37年）7月1日：厚生省大臣官房長。
- 1964年（昭和39年）1月17日：厚生省薬務局長。
- 1965年（昭和40年）6月8日：厚生省保険局長。
- 1967年（昭和42年）9月19日：社会保険庁長官。
- 1969年（昭和44年）8月12日：厚生事務次官。
- 1970年（昭和45年）1月14日：社会保険庁長官事務取扱（〜1970年（昭和45年）6月2日）[3]。
- 1971年（昭和46年）1月8日：退官。

退官後は、公害防止事業団理事長、財団法人血液製剤調査機構理事長、日本環境衛生センター理事長、全国土木建築国民健康保険組合理事長、財団法人老人福祉開発センター理事長を務めた。
2008年（平成20年）10月18日、肺炎のため死去、91歳。

## 著書

### 共編著
- 『医薬分業の解説』尾崎重毅共編 社会保障研究所出版部 1956